# Love in Idleness
Love in Idleness es una obra de teatro del dramaturgo británico Terence Rattigan estrenada en 1944. 

## Argumento
El joven Michael Brown regresa al Londres de finales de la Segunda Guerra Mundial tras una estancia en Canadá. Al otro lado del Atlántico se ha formado y ha adquirido unas ideas políticas que lo sitúan a la izquierda del espectro. En la ciudad británica se reencuentra con su madre, la viuda Olivia Brown. Para su sorpresa, la mujer ha iniciado una relación sentimental con el acaudalado empresario Sir John Fletcher, un Tory recalcitrante. El enfrentamiento entre los dos hombres se convierte en inevitable, con Olivia desgarrada en su amor por ambos.

## Representaciones destacadas
Se estrenó en el Lyric Theatre de Londres el 20 de diciembre de 1944, en un montaje dirigido por Alfred Lunt, que además asumió el papel de John Fletcher, junto a  Lynn Fontanne (Olivia Brown), Brian Nissen (Michael Brown), Margaret Murray (Polton), Peggy Dear (Miss Dell) Kathleen Kent (Diana Fletcher), Mona Harrison (Celia Wentworth), Frank Forder (Sir Thomas Markham) y Antoinette Keith (Lady Markham).
La producción se transfirió a Broadway en 1946, cambiando el título a O Mistress Mine, con Lunt y Fontanne repitiendo personaje y Dick Van Patten como Michael, Marie Paxton como  Miss Wentworth, Esther Mitchell como Miss Dell, Ann Lee como Diana Fletcher y Margery Maude como Polton.
En España se estrenó en 1970 en el Teatro Club de Madrid, con el título de Olivia, con Julia Gutiérrez Caba en el personaje principal, acompañada por Manuel Collado (John),  Emilio Gutiérrez Caba (Michael), Rosa Girón, María Camino Delgado y Rosa Fontana y decorados de Emilio Burgos. En 1981 se grabó una versión para televisión, cambiando el título a La quiero señora, Brown, que se emitió en el espacio Estudio 1, dirigida por Alfredo Castellón e interpretada por María Luisa Merlo (Olivia Brown), Javier Escrivá (Sir John), Pedro Arbeo (Michael), Gemma Arquer (Diana) y María Jesús Hoyos (Miss Dell).